# Chiesa dei Santi Apostoli Pietro e Paolo (Chioggia)
La Chiesa dei Santi Apostoli Pietro e Paolo chiamata dalla popolazione locale di Chioggia San Pieretto per le sue ridotte dimensioni, chiude sul lato est il Campo del Duomo.

## Storia
L'edificazione di questo edificio fu voluta da Pietro Mazzagallo nel suo testamento risalente al 1386 che è in parte inciso sull'architrave d'ingresso, dove veniva richiesto anche che si celebrasse la messa in suffragio del defunto e dei suoi parenti ogni giorno. Venne completata tra il 1431 e il 1432. 
Tra il 1525 e il 1528 trovò qui una provvisoria sede la Confraternita dei Battuti della S.S. Trinità, trasferitasi poi nella Chiesa della Santissima Trinità presso il Palazzo Pretorio.
Tra '600 e '700 divenne prima una scuola di canto e poi sede provvisoria per i preti appartenenti all'oratorio di S. Filippo Neri, fino al completamento della loro chiesa in Riva Vena. 
Dopo la caduta della Serenissima avvenuta nel 1797, la chiesetta venne confiscata dalla forze occupanti, prima francesi e poi austriache, che la resero una Scuola per Cannonieri, piazzandoci all'interno un cannone su carro e usandola pure come scuderia di cavalli. Per fare ciò furono allargate l'ingresso e aperte due finestre sulla facciata.
Ad inizio '900 la chiesa venne acquistata dal Comune di Chioggia, precisamente dal Genio Militare, che 1921 ripristinò la facciata grazie ai precedenti studi dello storico locale Aristide Naccari.
Nel 1941 a seguito di una permuta con la Chiesa di San Nicolò (attuale Auditorium) che passò al Comune, San Pieretto passa alla proprietà del Capitolo della cattedrale .
Dopo l'ultimo restauro avvenuto tra il 2011 e il 2013 il Vescovo Adriano Tessarollo decise di dedicare questa Cappella all'adorazione del Crocefisso.

## Descrizione

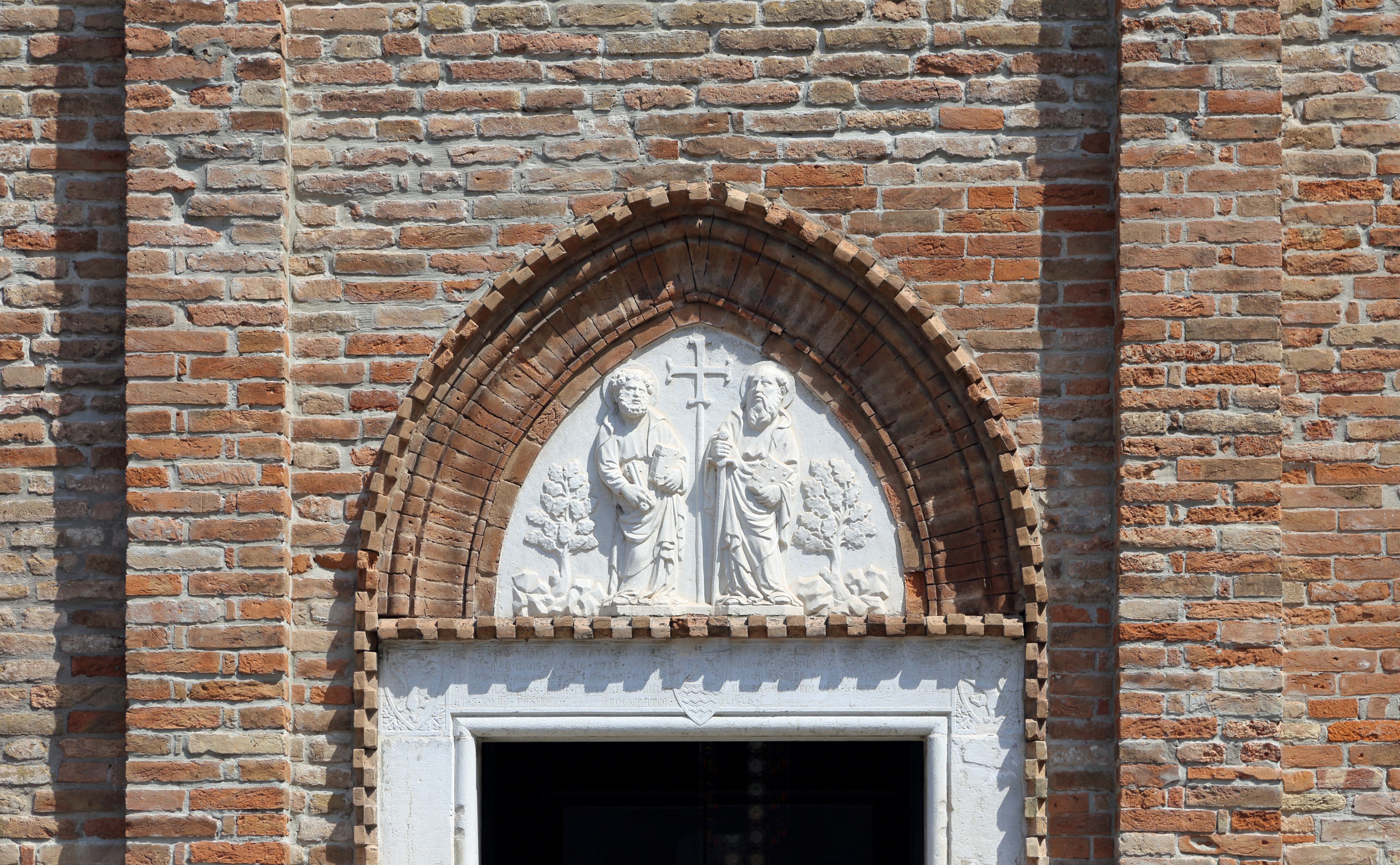
Bassorilievo raffigurante i Santi Pietro e Paolo

### Esterno
La chiesa esibisce esclusivamente la facciata e il retro, dato che le pareti laterali a nord e sud sono coperte da caseggiati costruiti successivamente alla costruzione della Cappella.
La facciata con coronamento semicircolare è scandita da tre fasce verticali chiuse a cappello da tre archetti ogivali, con un piccolo rosone al centro. Il portale d'ingresso in marmo di Carrara, con inciso l'origine del monumento e gli stemmi della famiglia Mazzagallo e della città di Chioggia, è sormontato dal bassorilievo dei Santi Pietro e Paolo.

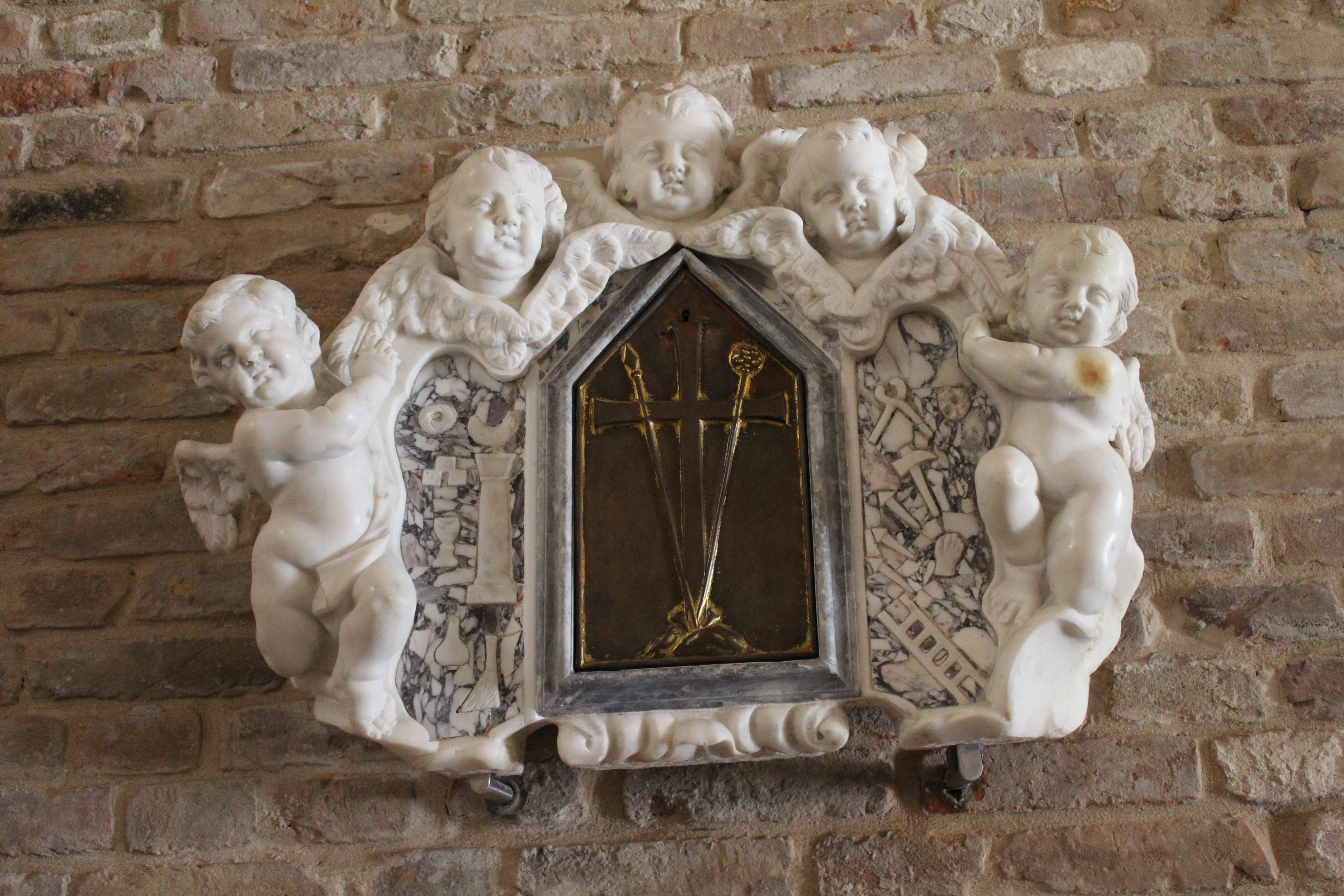
Tabernacolo di San Pieretto con incisioni della passione di Cristo.

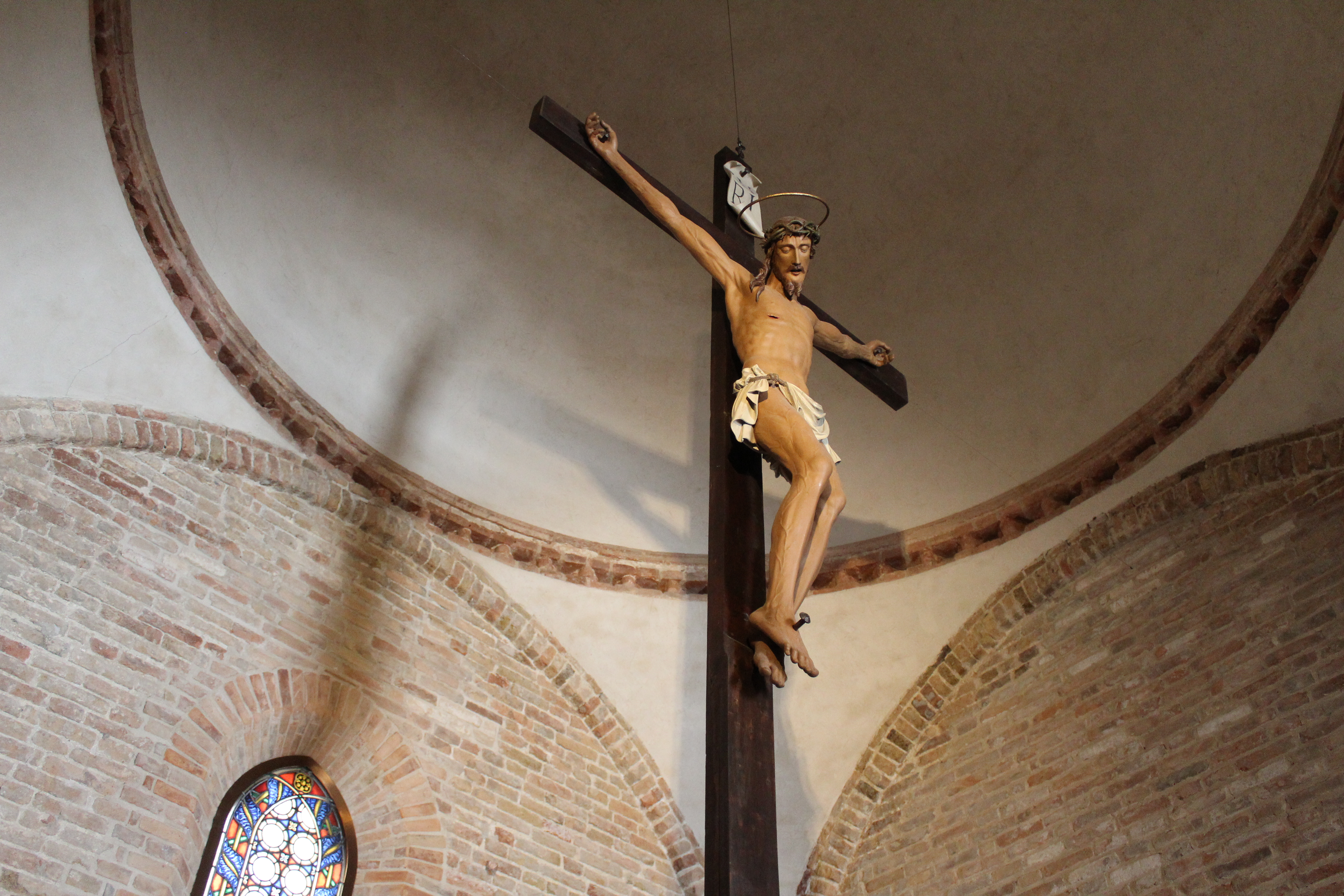
Crocefisso ligneo seicentesco

### Interno
L'interno della chiesetta a pianta rettangolare è di 7 metri di larghezza, 15 di lunghezza, arrivando ai 12 di altezza sulla cupola semicircolare. Il grande arco che divide la parte del coro dal resto della chiesa è appoggiato su capitelli marmorei adornati da foglie.  L'altare consiste in una vera da pozzo medievale precedentemente conservata in Seminario, sovrastato da una mensa in vetro. 
Il tabernacolo in marmo di carrara del XVII secolo posto nella parete destra del coro è adornato da putti e strumenti della passione in rilievo su marmo affrescato. 
In alto pende dal soffitto (m 3,50 x 2,30) un crocefisso del XVII secolo.